# فيليبو مانيرو
فيليبو مانيرو (بالإيطالية: Filippo Maniero)‏ هو لاعب كرة قدم إيطالي في مركز الهجوم، ولد في 11 سبتمبر 1972 في باذوة في إيطاليا. شارك مع منتخب إيطاليا تحت 21 سنة لكرة القدم. أما مع النوادي، فقد لعب مع أتالانتا وإيه سي ميلان ونادي أسكولي ونادي بادوفا ونادي بارما ونادي باليرمو ونادي بريشيا ونادي تورينو ونادي رينجرز ونادي سامبدوريا ونادي فينيزيا وهيلاس فيرونا.

## وصلات خارجية
- فيليبو مانيرو على موقع قاعدة بيانات كرة القدم.إي يو (الإنجليزية)